# Guillermo Piccolini
Guillermo Piccolini es un músico, productor discográfico y compositor argentino.
Miembro fundador del grupo multiplatino español Los Toreros Muertos (junto a Pablo Carbonell y Many Moure), el dúo Pachuco Cadáver junto a Roberto Pettinato y Venus junto a Marina Olmi.
En la actualidad se presenta como solista y ha publicado Futuro Imperfecto (2021) y Café Berlín (en vivo) (2023)
Ha trabajado junto a diversos artistas tanto en España como en Argentina. Algunos de ellos: Susana Rinaldi, Daniel Melingo, Todos Tus Muertos, El Otro Yo, Patricio Rey y sus Redonditos de Ricota, Andrés Calamaro, Man Ray, Poch, Dwomo, Lions in Love, Javier López de Guereña, Mimi Maura y muchos más.